# 丹後町の離村・廃村

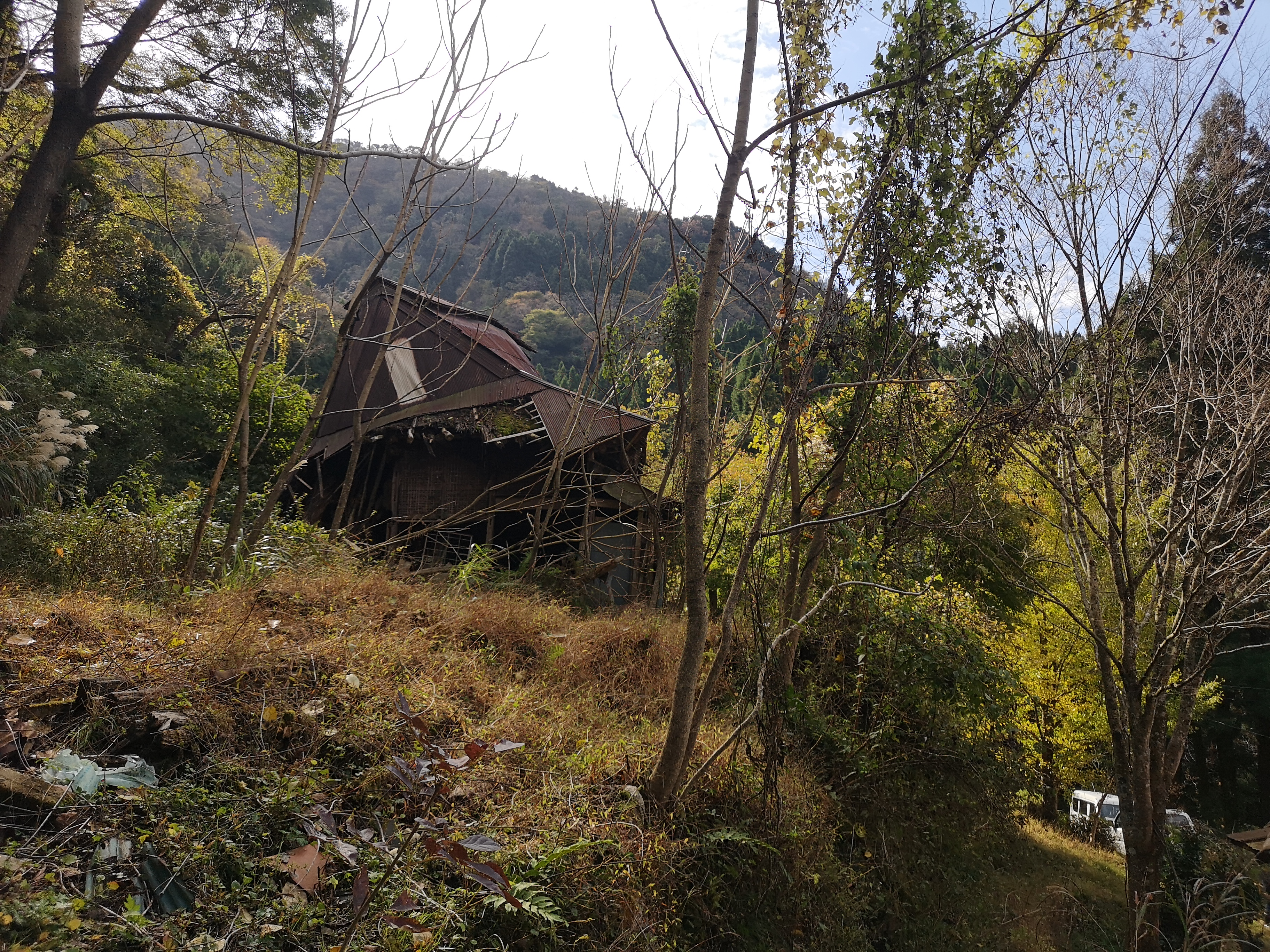
2021年11月の小脇集落(1989年廃村)

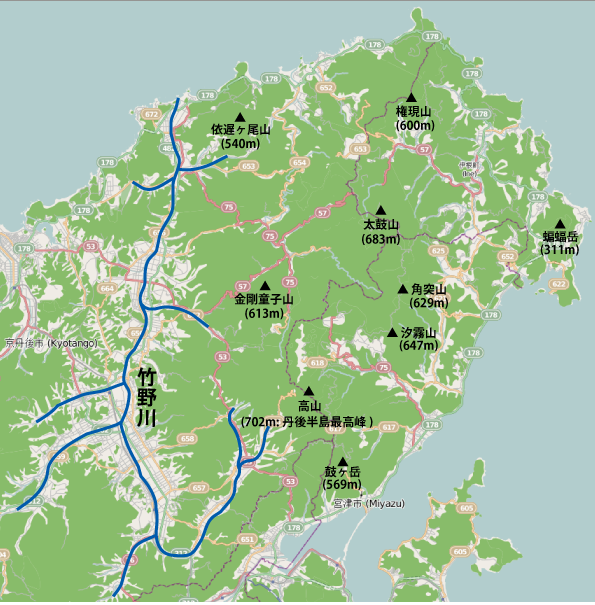
廃村化著しい竹野川以東、丹後半島の山々

丹後町の離村・廃村（たんごちょうのりそん・はいそん）の項では、京都府京丹後市の旧丹後町域における昭和期以降の離村及び廃村集落について記す。丹後町を含む丹後半島の廃村傾向及び離村・廃村の要因や、丹後半島のその他地域の離村・廃村の一覧については、「丹後半島の離村・廃村」の項を参照のこと。
丹後町を含む丹後半島の竹野川以東は、日本で廃村が先行的に、かつ集中的に発生した地域で、京都府内でもっとも過疎化の著しい地域である。丹後町では1955年（昭和30年）以降の高度経済成長や1963年（昭和38年）冬の豪雪などをきっかけに、昭和期から平成元年までだけで少なくとも11集落が廃村となった。丹後町は2004年（平成16年）に近隣5町と合併して京丹後市となったが、これらの無住の集落の字名も多くがそのまま新たな大字に継承された。

## 過疎と老齢化からみる丹後町の廃村傾向

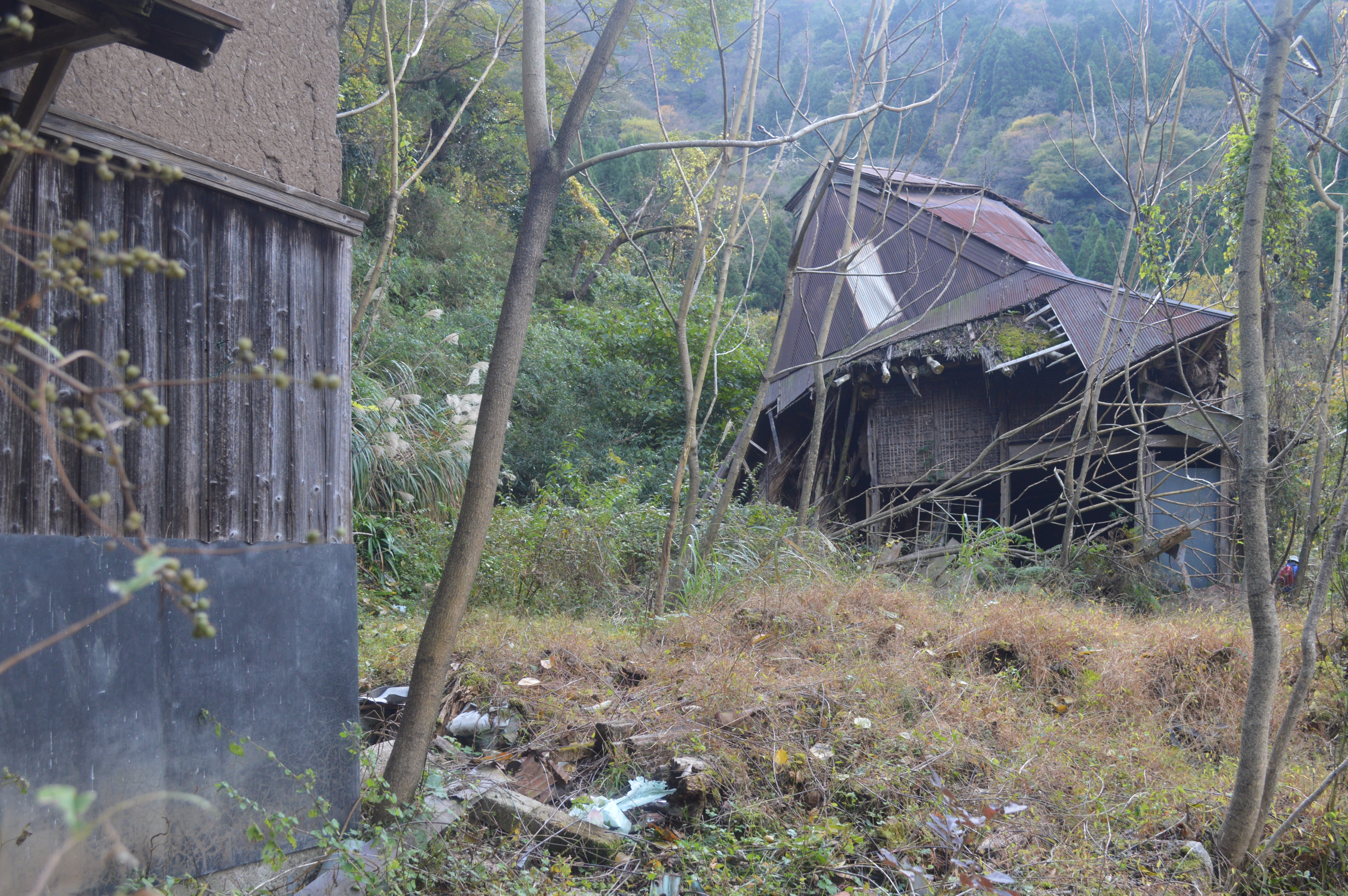
1989年廃村の小脇集落最後の住民宅（2021年11月）

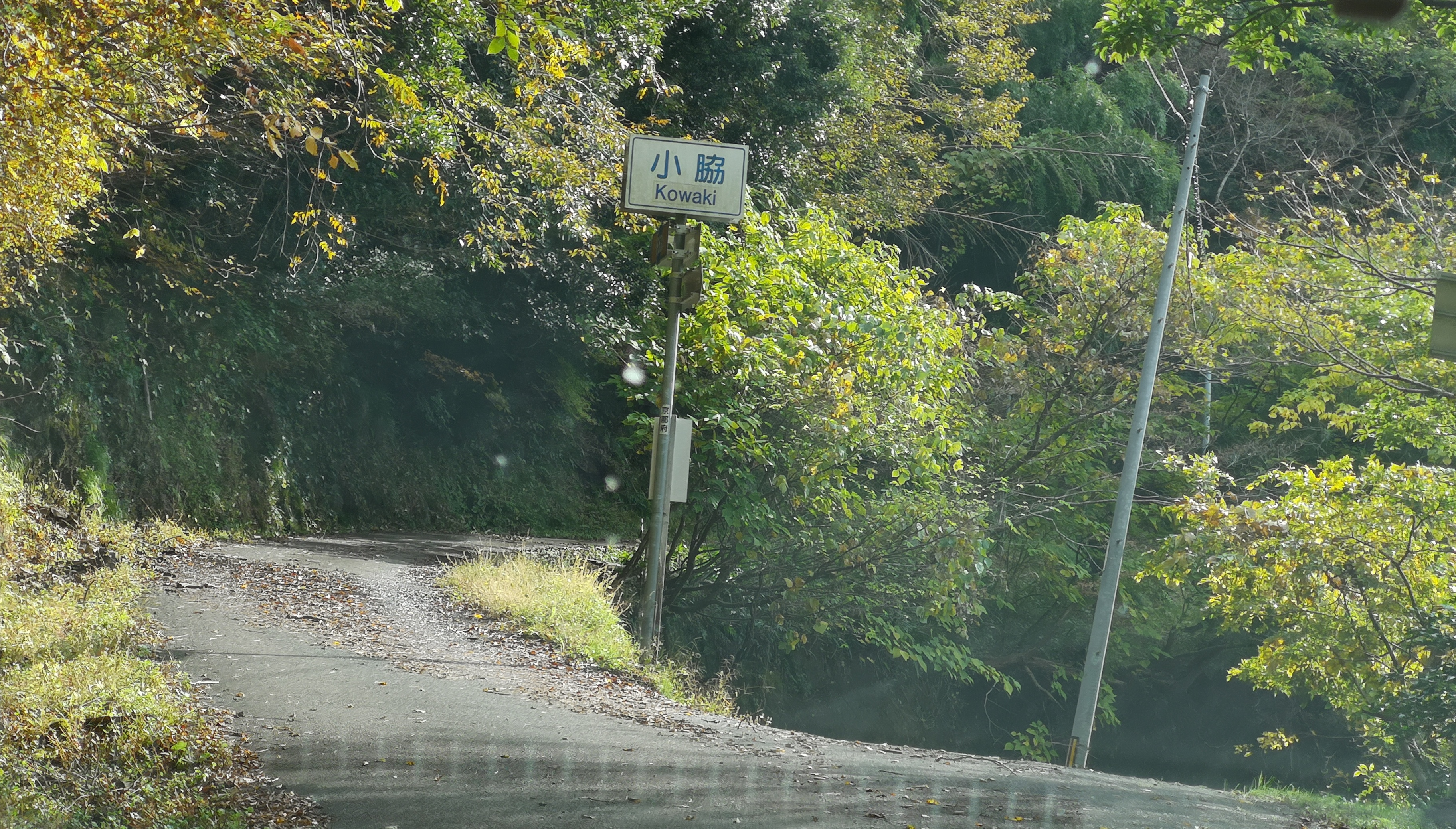
小脇集落につながる道(左)

1970年代に厚生省の人口問題研究所が算出した老齢人口計数（65歳以上の人口÷全人口×100パーセント）の全国数字は、1980年（昭和55年）で9パーセント、2000年（平成12年）で10パーセントと推定されていたが、1970年代の時点ですでに丹後町上宇川地区では17.1パーセント、下宇川地域では18パーセントに達しており、この地域一帯で全国に先駆けて離村・廃村化が進んだ要因との関係も濃厚である。
2021年（令和3年）現在廃村には到っていないが、丹後町では「上山」・「上野」・「畑」・「遠下」・「鞍内」・「此代」・「筆石」・「牧ノ谷」・「矢畑」・「成願寺」なども1970年代ですでに老齢人口が20パーセントを超えている。「井谷」や「畑」のように集落人口が10人にも満たない地域も少なからずあり、集落の廃村化は長く身近な課題となっている。
現在の京丹後市域旧6町で、1960年（昭和35年）から1968年（昭和43年）までに戸数0または1となり「廃村」と認定された集落は18集落あり、このうちの6集落が丹後町にあった。また、集落の10パーセント以上が離村し「離村部落」と認知された集落は20集落あり、このうち丹後町は「矢畑」、「一段」、「神主」、「大石」、「畑」、「三山」、「小脇」、「上山」の8集落で、このうち「一段」、「神主」、「三山」、「小脇」の4集落は1989年（平成元年）までに廃村となった。

## 記録が現存する丹後町の離村・廃村

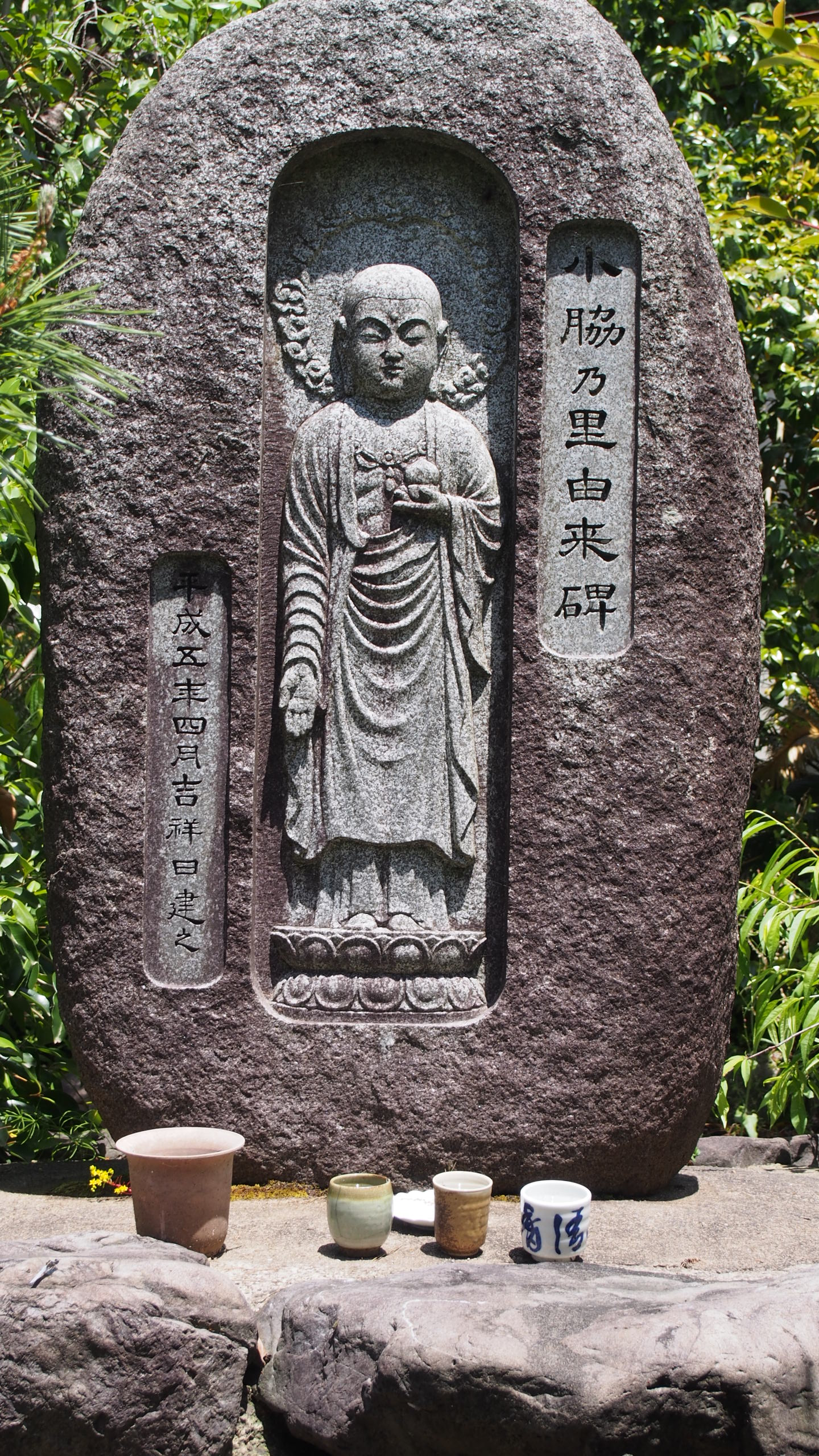
子安地蔵の姿を刻んだ小脇村の記念碑

丹後町では、少なくとも東部の宇川地域で上宇川の5集落、西部の豊栄地域で6集落が昭和期から1989年（平成元年）までに無住化し廃村となった。このほか、豊栄地域の依遅ヶ尾集落も江戸時代に廃村となったことが判明しているが、この集落については戸数などの記録が残されていない。

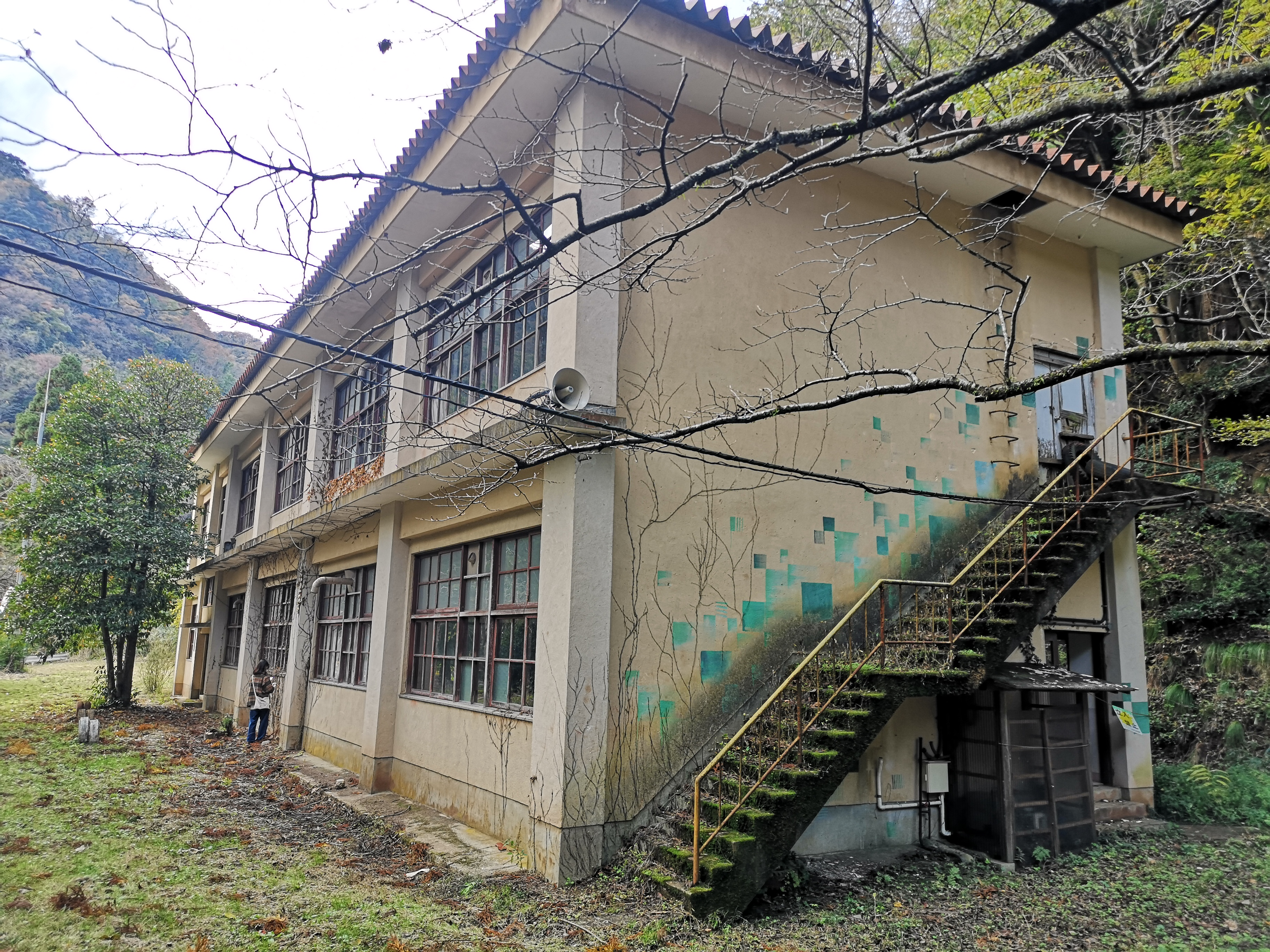
丹後町の4廃村の子どもたちが通った虎杖小学校(廃校)

丹後町上宇川地域にあった虎杖小学校では、校区の5集落のうち4集落がわずか11年の間に相次いで廃村となった。1977年（昭和52年）に発刊された虎杖小学校の教諭であった詩人・池井保の著書『亡び村の子らと生きて 丹後半島のへき地教育の記録』は、この時期の村々の様子を克明に記録し、同じく丹後半島で地域教育を実践した渋谷忠男により、「日本列島に茶色くぬられた地域が、高度経済成長のいけにえにされたときの、たたかいの記録」と評されている。

## 丹後町の離村・廃村の一覧

### 宇川地域

#### 小脇（こわき）

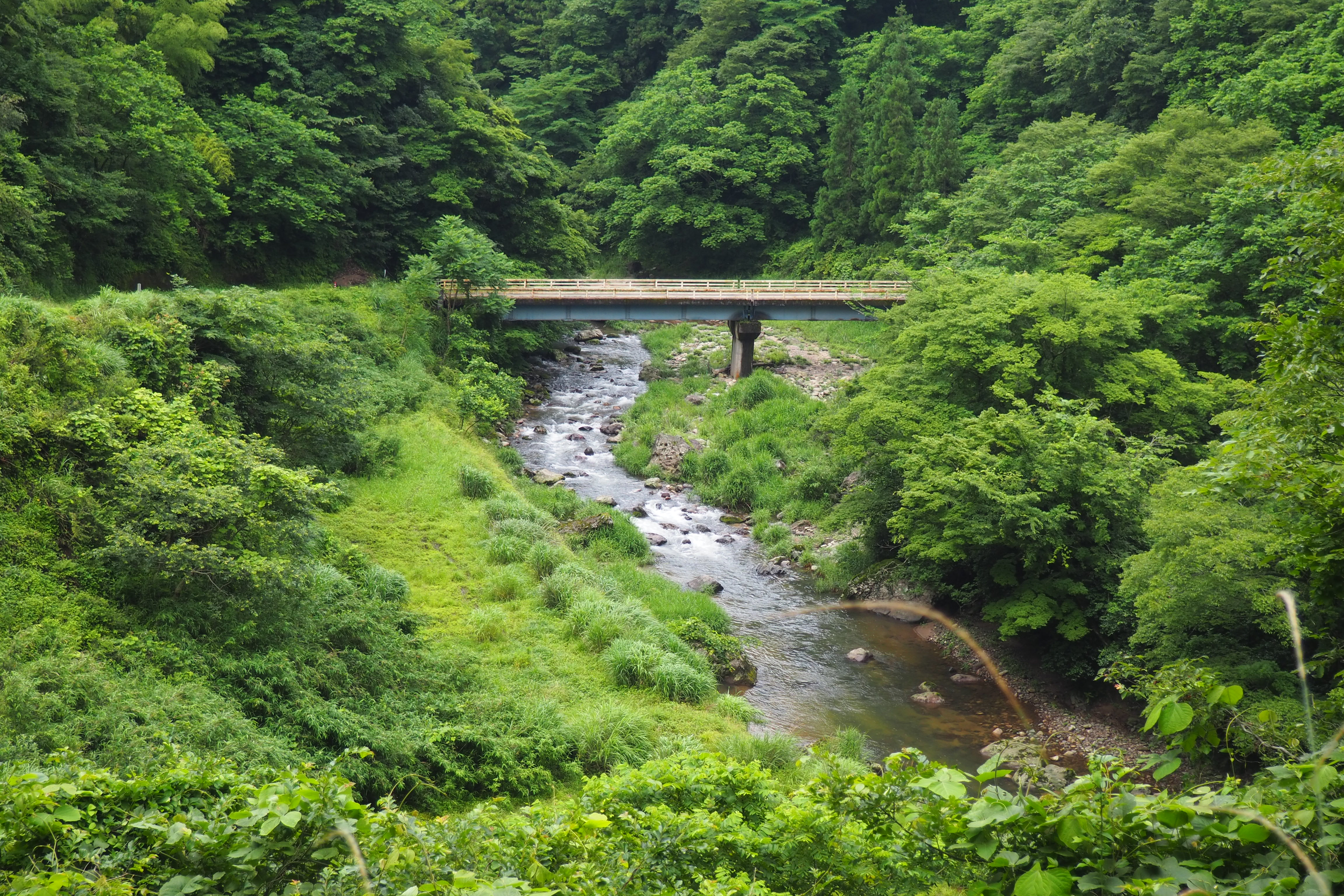
宇川（小脇大橋）

丹後半島を南北に流れる宇川中流右岸に位置し、東側山上は「竹久僧」に接していた。1888年（明治21年）には16戸であった。耕地は少なかったが、農業や養蚕を生業としていた。また、農閑期には男性は杜氏として伏見などに出稼ぎに行った。小脇には「地蔵尊縁起」が伝承され、地内にある高禅寺に祀られていた地蔵菩薩立像が「子安地蔵さん」として信仰を集めていた。地蔵菩薩の逸話を題材に郷土史家の東世津子が著した『小脇の子安地蔵さん』という絵本の中では、付録情報として子安の民話や廃村の経緯の調査記録を知ることができる。1963年（昭和38年）の三八豪雪をきっかけに離村が進んだ。もともと小脇は雪が多く、雪崩も発生しやすい場所であり、通学や生活の便も悪い地域であった。離村は各戸でぽつぽつと進行し、移転先は親族の居住先をたよりにすることもあった。
1989年（平成元年）に廃村となり、最後の住民は、21年間お地蔵さんのお世話を続けた老夫婦だった。2004年（平成16年）以降の行政手続き上の地名は「丹後町小脇」。
元住民によって組織されている「小脇会」があり、2015年（平成27年）には8世帯で構成され、懇親会を行い、公民館や神社の整備や交流を続けていた。

#### 碇（いかり）

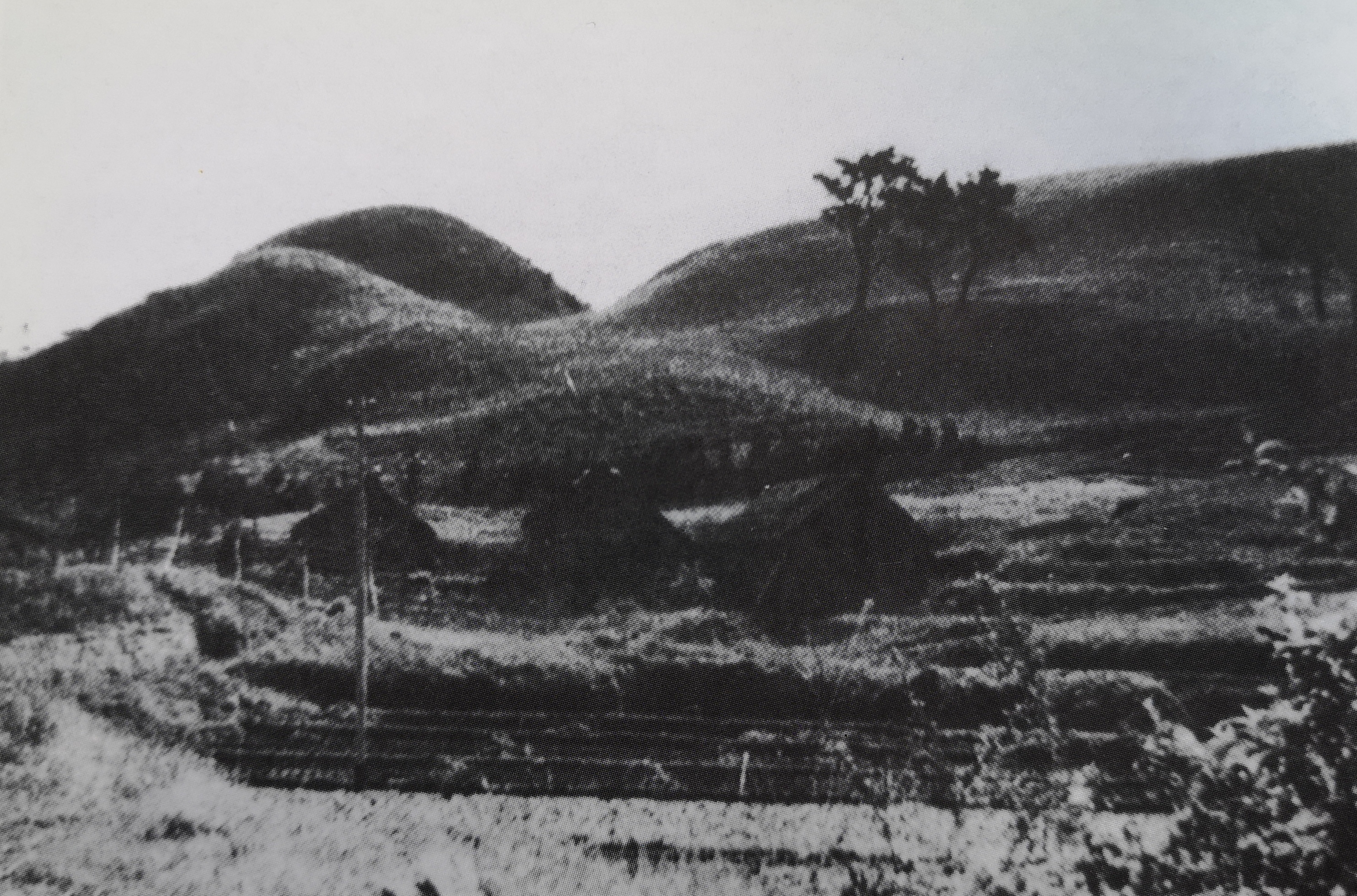
1945年（昭和20年）頃の碇高原

丹後町の東南部、碇峠の中腹にある碇高原に位置した。海抜約500メートルの高原地帯で『丹後旧事記』に「日量里」、『丹後風土記』に「伊加里姫社」と記録が残るなど、古く居住地でもあったとみられる。字水村からは唐から明代にかけての中国の古銭や土器片が数百と出土している。「猪刈」とも呼ばれ、宇川の庄有数の和牛放牧地として長い伝統があったが、生活の不便から人々はやがて「乗田原」・「竹久僧」・「三山」へと居を移した。転出した「乗田原」・「竹久僧」・「三山」の人々は、その後も碇に残る農地を生活の糧としていたため、碇は無住の出先耕作地となっていたが、第二次世界大戦後に大陸から帰国した住民による開拓団が入植し、1948年（昭和23年）に居住地ともなったことで「碇開拓村」がうまれた。戸数は10戸。しかしその開拓団もきびしい環境に抗えず、わずか5年後の1953年（昭和28年）に離村した。三山住民らもともとの住民はその後も三八豪雪の頃までは出先耕作を続けていたが、府の碇高原総合牧場（畜産センター）建設に伴い、全域が府の所有となった。牧場は1979年（昭和54年）3月に開設され、以後は畜産経営技術の試験や研修、普及指導などが行われる京都府の畜産研究拠点となっている。2004年（平成16年）以降の行政手続き上の地名は「丹後町碇」。

#### 乗田原（のたがはら）
「三山」と「碇」の間に位置した。地名の由来は大野田原から転化し、高いという意味のある「乗」を加え、「乗田原」となったと言われている。行政区としては1947年（昭和22年）4月に乗田原は竹久僧と合併している。
集落の世帯数の推移は、1871年（明治4年）4戸、1960年（昭和35年）4戸、1965年（昭和40年）3戸に減少し、1969年（昭和44年）に廃村となった。藤井姓と上杉姓の人々が住んでいたという。竹藪の中にかつての住居跡の石垣が残る。廃村に至った原因は複合的なもので、丹後町内の近隣集落である「力石」集落が全戸離村したことや、碇高原総合牧場造成計画により京都府や丹後町（当時）から土地買収の計画を持ち掛けられたこと、平地に比べ悪条件下にある農業に代わり手機が基幹産業として成長したこと、子どもたちの高校進学に伴い、下宿代が必要となったことや医療面での不安などの理由によるものと言われている。
竹藪の中にかつての住居跡の石垣が残る。

#### 三山（みやま）

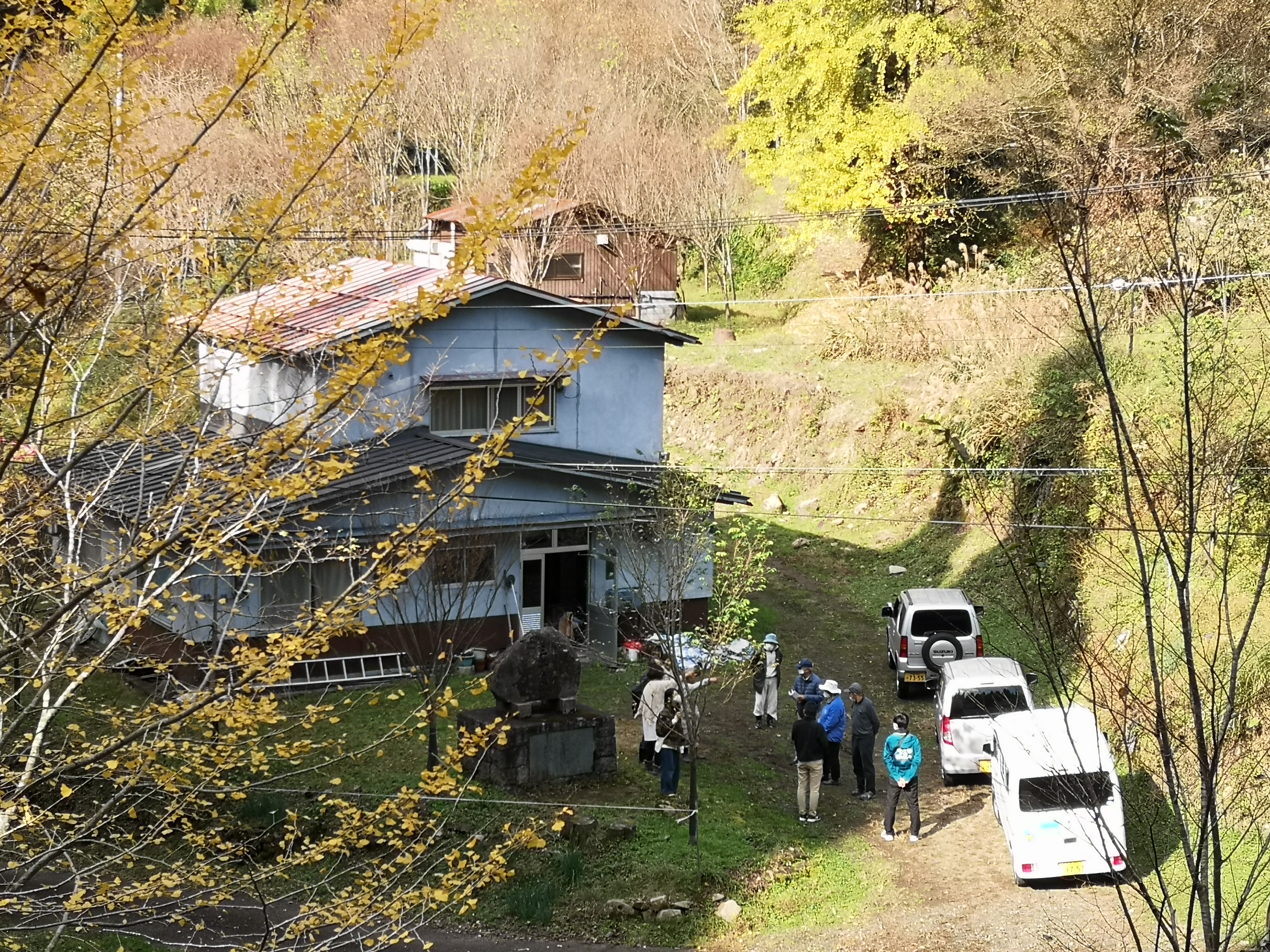
三山集落の入口に建立された離村記念碑と作業所（2021年11月）

「鞍内」の東南方、宇川中流の右岸で、その支流三山川沿いの谷間に位置した。集落内を東から西へと三山川が流れる。
1884年（明治17年）には39戸、1888年（明治21年）には38戸、1896年（明治29年）には38戸と、明治期には安定した集落であったと思われる。1960年（昭和35年）に31戸139人の人口を記録するがその後だんだんと世帯数が減少した。
主な生業は稲作であったが、田の多くは三山川上流東方直線距離2.5キロメートルの「碇」地区にあり、海抜400メートルの高原まで朝5時半に自宅を出て帰宅は夜7時という生活だった。積雪が多く、冬は男性は杜氏として出稼ぎに出るものが多かったため、女性ばかりの生活であり、小学校に通学することも大変であった。1963年（昭和38年）の三八豪雪後、当時26戸あった世帯が、1軒、また1軒と離村し、1974（昭和49）年残った12戸が町と交渉を重ね、丹後町（当時）が人口流出防止策の切札として造成した三宅団地（現・京丹後市丹後町三宅）に集団移住した。
集団離村後の1975年（昭和50年）に記念碑（石碑）を建立。記念誌はないが、8ミリビデオで集落の様子を撮影した。跡地は元住民が植林した杉林のほか、1990年（平成2年）から約20年間、アメリカ出身のリチャード・サーティックはじめキリスト教系のボランティア団体が4軒のコテージを開設、「祈りと労働と憩いの村」による里山再生をめざして四季折々で目を惹く落葉樹の植樹などが進められた。2021年以降は、元三山住民による管理が続けられているほか、都市部から移住した人が別荘地とするなどしている。2004年（平成16年）以降の行政手続き上の地名は「丹後町三山」。

#### 竹久僧（たけきゅうそ）

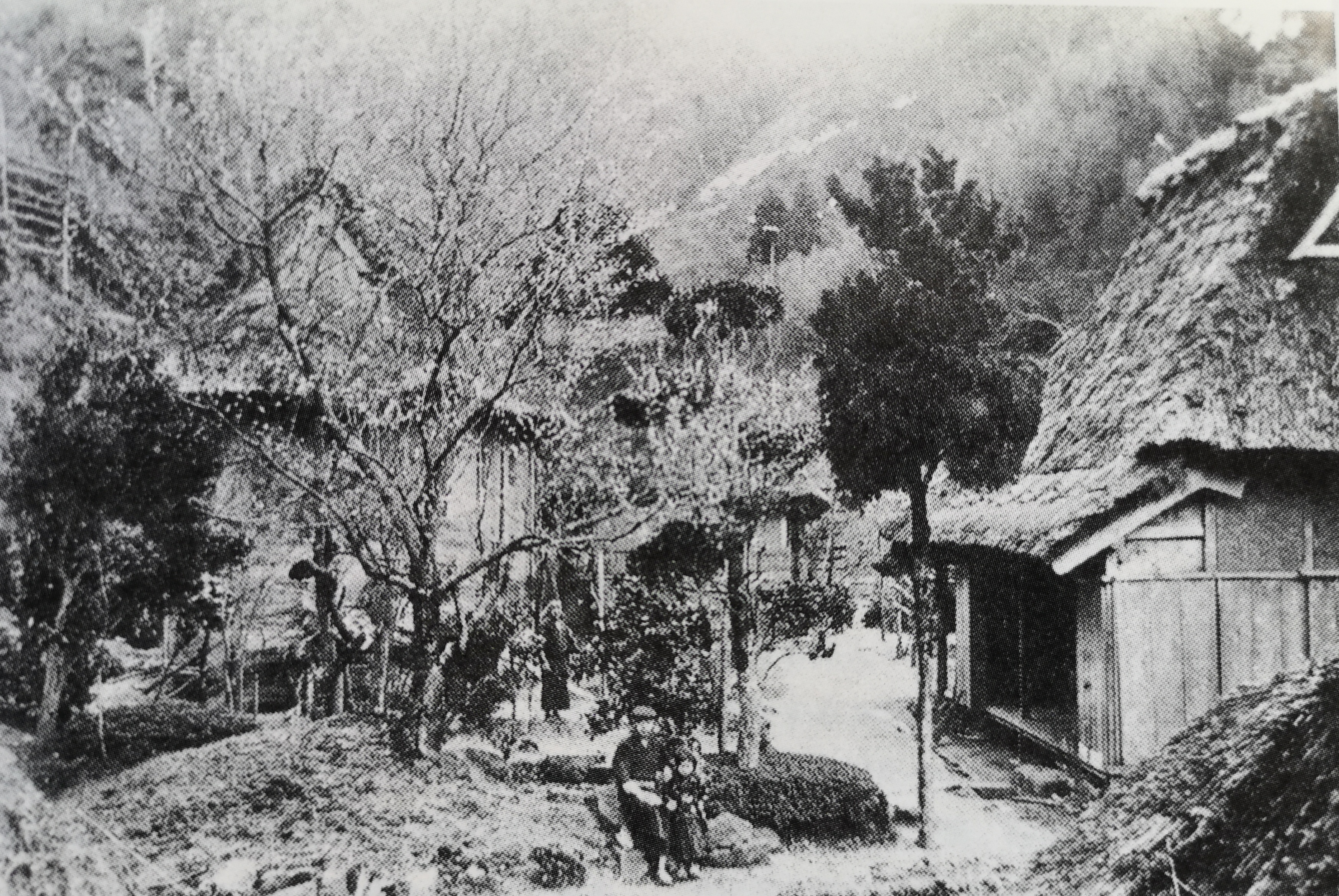
大正時代初期の竹久僧

丹後町の南西部、宇川の支流・三山川に流れ込む竹久僧川沿いの標高200メートル地点に位置した。地名の由来は孟宗竹が多く群生していたことに由来すると言われている。
1950年（昭和25年）には12戸60人が暮らし、1955年（昭和30年）から1960年（昭和35年）の記録では10戸45人が暮らしていた。谷間に水田を拓き、斜面を耕作して畑作を行い、冬は酒造出稼ぎを行うとともに、薪や炭焼きで生計を立てる半農半林の暮らしを営んだ。各家が母屋・隠居・蔵を持ち、米は他の地区に出荷できるくらいのゆとりもあった。1956年（昭和31年）には、11月14日朝、住民が農作業に出かけた直後に出火し、5戸が焼失、20名の罹災者を出したものの、住民の離村には直結しなかった。しかし1963年（昭和38年）の三八豪雪では場所により積雪6メートルを記録し、壊滅的な被害を受け、すべての住民がその年のうちに集団離村し、翌1964年（昭和39年）廃村となった。。跡地は国有林となっているほか、離村後も農地は残り、2010年代にも元住民が耕作に通っていることが確認されている。
1956年（昭和31年）の火災の折に焼失していたお堂の跡地には、1974年（昭和49年）10月に「離村記念碑」が建立され、元住人の名が刻まれている。離村記念碑のうらには、約10体の石仏が並べられていたが、2010年代には土を被り、ほぼ地中に埋もれている。2004年（平成16年）以降の行政手続き上の地名は「丹後町竹久僧」。

### 豊栄地域

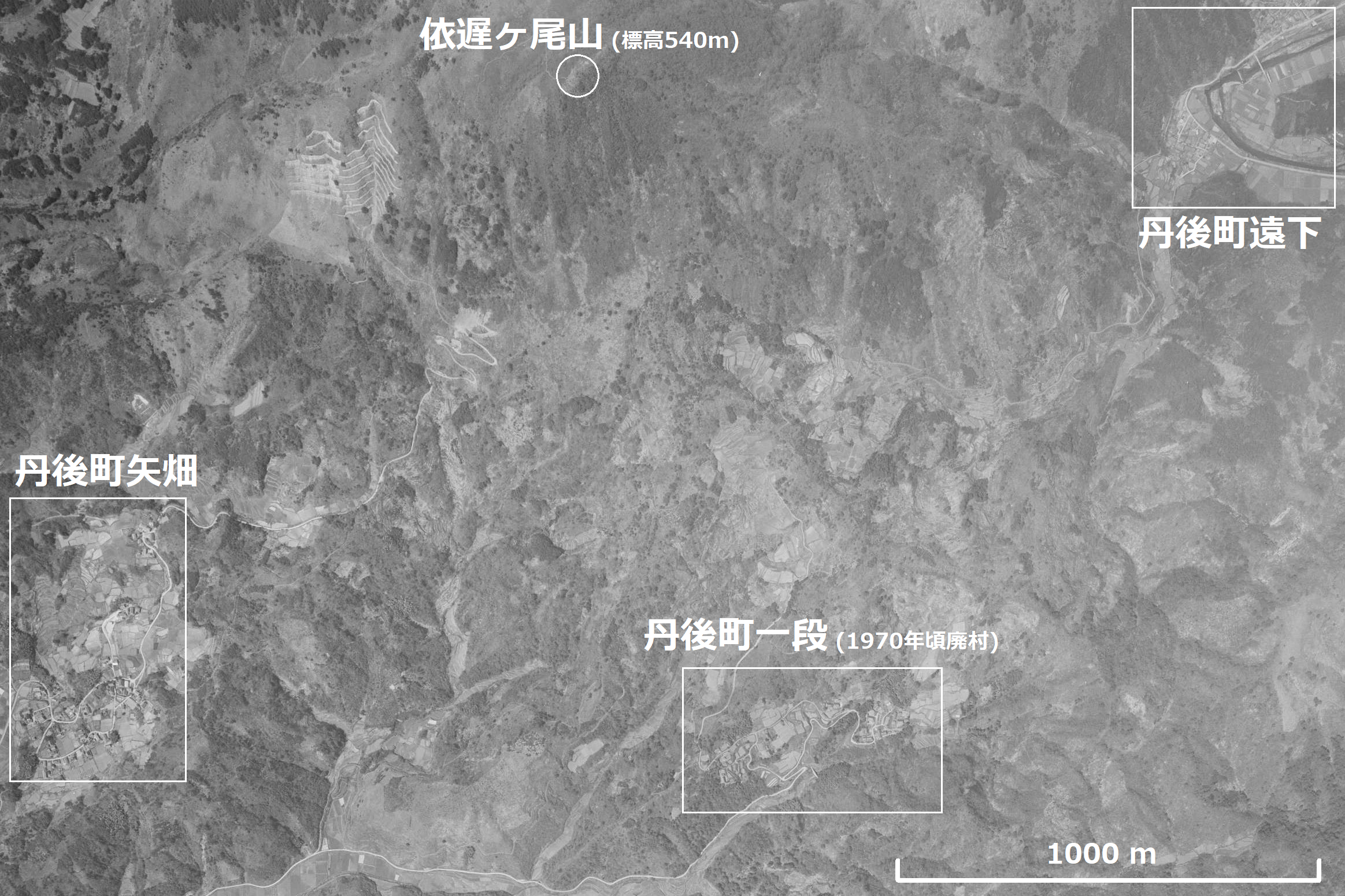
かつて複数の集落があった依遅ヶ尾山の南麓（1964年）

#### 神主（こうぬし）
石岳の南斜面、標高200メートル前後に民家が点在した集落。集落のあった場所を京都府道碇網野線が東西に走る。急斜面や谷間のわずかな平地に田畑を拓いて農業を営んだが水利に恵まれず、主に薪や炭焼きで生計を立てた。
江戸時代までは幕府の直轄地となっていた集落で、宇川に属し、平にある八幡神社の祭典奉仕で中心を担った集落である。1875年（明治8年）に上宇川から豊栄に移管した。1888年（明治21年）の世帯数は15戸。
第二次世界大戦後の経済発展による衰微傾向に三八豪雪による被害も引鉄となり、1951年（昭和26年）には12戸80人が暮らしていたものの、1960年（昭和35年）には10戸53人となり、1965年（昭和40年）に9戸36人、1970年（昭和45年）には6戸19人、1975年（昭和50年）に2戸12人と、ぽつぽつと離村が進み、1978年（昭和53年）に全戸離村し廃村となった。
集落にあった寺社のうち、廃村後も氏神である三柱神社は小祠を残すが、神勝寺（曹洞宗祈栄山）は廃寺となった。集落内に豊栄小学校力石分校があり、1976年（昭和51年）に閉校した。跡地は荒廃。2004年（平成16年）以降の行政手続き上の地名は「丹後町神主」。

#### 大石（おおいし）
宇川の支流・大石川の渓谷沿いの西側に位置した「長谷（ながたに）」とも呼ばれた集落で、1900年（明治33年）に弥栄町野間から丹後町に移管した。南に弥栄町と隣接し、京都府道碇網野線が集落の中央を東西に貫通する。1950年（昭和25年）には9戸38人が暮らし、主に農林業が営まれていたが、1958年（昭和38年）の三八豪雪を機に離村が相次ぎ、1965年（昭和40年）には7戸31人となり、1970年（昭和45年）には5戸27人、1975年（昭和50年）に2戸12人となって、ついに1978年（昭和53年）に全戸離村した。離村に拍車をかけたのは三八豪雪であった。跡地は荒廃の一途を辿っている。2004年（平成16年）以降の行政手続き上の地名は「丹後町大石」。

#### 力石（ちからいし）
丹後町の南部、吉永地区から東へ約3キロメートル山道を登りつめた標高220〜250メートル前後に位置した。集落のあった場所を京都府道碇網野線が東西に走る。1888年（明治21年）時点で戸数31戸。谷間に拓いたわずかな田畑と炭焼きなどの林業、養蚕で生計を立てた半農半林の集落であり、とくに養蚕は盛んで「養蚕の里」と称された。しかし、1957年（昭和32年）4月7日未明に火事があり、当時26戸121人が居住していた集落は、その大半の24戸、54棟の家屋が全焼し、111名が罹災した。丹後地方で第二次世界大戦後最大の大火で、その被害割合を重く見た京都府は、本来丹後町であれば40世帯の罹災がなければ適応されない基準があった災害救助法を発動、復興に向けた支援が行われたが、家屋は再建できても、火災で主産業の養蚕が壊滅して生活手段を失ったことで離村者が相次ぎ、1960年（昭和35年）には5戸10人となり、1965年（昭和40年）には2戸4人、1970年（昭和45年）には2戸2人となり、ついに1975年（昭和50年）に全戸離村し、廃村となった。2004年（平成16年）以降の行政手続き上の地名は「[丹後町力石」。
2018年（平成30年）、もと住民とその子孫により「力石集落碑」が建設され、集落の歴史を伝える記録誌が作成された。

#### 一段（いちだん）

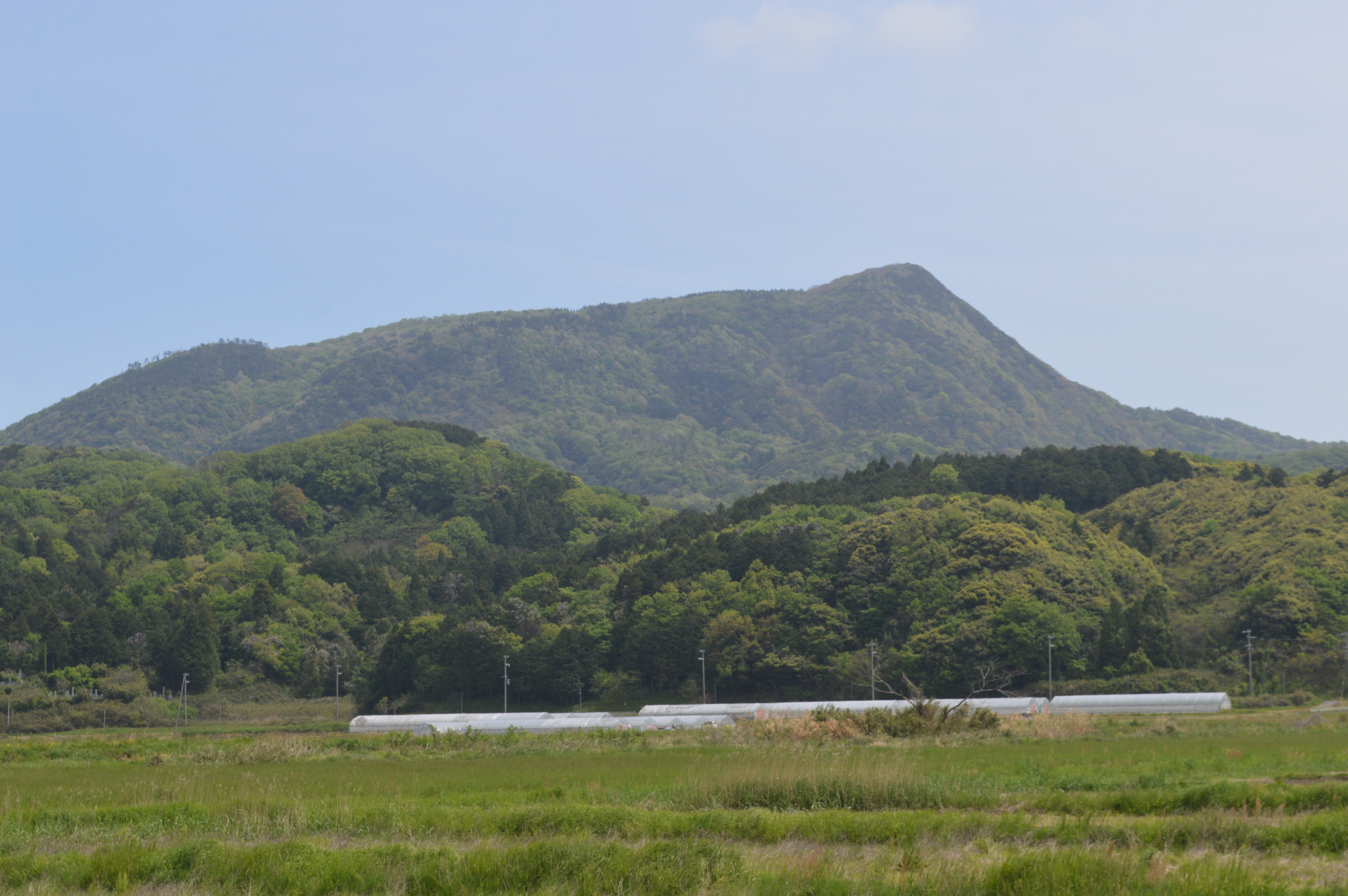
依遅ヶ尾山

依遅ヶ尾山の南麓、東西に長くのびた谷間に位置した、江戸時代には幕府の直轄地であった集落である。集落の西部から竹野川の支流である吉永川が端を発して西に流れ、その沿岸部のわずかな平地で畑作をして生活の糧とした。1950年（昭和25年）には20戸130人、1960年（昭和35年）には18戸96人が暮らしたが、1963年（昭和38年）三八豪雪による被害とその後の高度経済成長の波に抗えず、1965年（昭和40年）には13戸68人、1970年（昭和45年）には1戸5人と急減し、やがてその1戸も離村して廃村となった。2004年（平成16年）以降の行政手続き上の地名は「丹後町一段」。
小字「宮ノナル」にあった五神社（いつ神社）は、1972年（昭和47年）秋に「是安」の松枝神社に合祀された。跡地の一部は1990年（平成2年）頃には耕作地となっていたが、2013年（平成25年）時点には定かではない。廃村後も「吉永」地区の住民が一段集落跡地までの道の草刈りを定期的に行っており、2013年（平成25年）にも実施された。

#### 相川谷（あいかわだに）
「是安」にある観音橋から約2.5キロメートル道なりに進んだ辺りに位置した。さらに700メートルほど進むと、弥栄町野間の「中山」に到る。江戸時代には幕府の直轄地となっていた集落では、時期不明であるがかつては6戸が居住した。1990年代には3戸となっており、1985年（昭和60年）頃に廃村となったが、その後も2013年（平成25年）頃までは元住人が通い畑作を続けていたことが確認されている。2004年（平成16年）以降の行政手続き上の地名は「丹後町相川谷」。

#### 栃谷（とちだに）

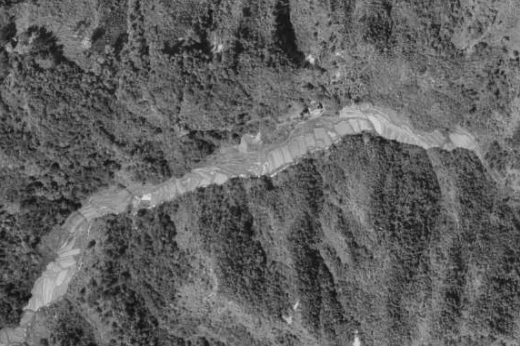
1964年の栃谷集落。1軒の家屋と田畑が確認できる。

竹野川の支流、旧是安村の右支谷の海抜180メートルの谷頭に位置した。明治時代初期の集落規模は5世帯。周囲を山林に囲まれ森林資源は豊富にあったが、人力で担ぐ以外に木材の搬出手段がなく、炭焼きも自給自足にとどまった。その生活の不便から、明治年間に2戸が減り、大正初期に1戸が廃絶、1926年（大正15年）に別の1戸が中距離離村し、1923年（大正12年）に火事で焼けたものの再建していた1戸のみとなった。離村した家々は、縁故を頼りに平地の広域な農村部に分散移住し、移住後は転職または小作農を兼業した。栃谷では、1戸となったことで経営耕地は増したものの、水田4.5反、畑1.2反にとどまり、交通の不便や無灯状態が改善されることもないまま、1968年（昭和43年）に無住となった。跡地は荒廃し、かつて集落があった場所も21世紀には定かで無い。

#### 依遅ヶ尾（いちがお）
明治期以前に廃村となり、跡地も荒廃している。集落は、現存する依遅神社の西方1キロメートル付近、依遲ケ尾山南麓の標高200～250メートルの平地にあったと思われるが、農作業の都合からやがて東方の矢畑と西方の遠下に分散移住した。遠下に遷座し、京都府登録文化財である伝統芸能「ちいらい祭」を伝える依遅神社は式内社で、古くは依遅ケ尾山上付近に鎮座していたが、中世にも氏子の転居に伴い遷座したとする説がある。社の歴史から、依遅ヶ尾は中世以前に起源をもつ集落であったことが推定され、依遅ヶ尾峠には千軒集落が栄えたとも伝えられる。